# Paraderris
Paraderris es un género de planta fanerógama   perteneciente a la familia Fabaceae. Comprende 19 especies descritas y de estas, solo 7 aceptadas.

## Taxonomía
El género fue descrito por (Miq.) R.Geesink y publicado en Leiden Botanical Series 8: 109. 1984.
Etimología
Paraderris: nombre genérico que deriva de las palabras griegas: para = "similar" y Derris = un género de la misma familia.

## Especies aceptadas
A continuación se brinda un listado de las especies del género Paraderris aceptadas hasta mayo de 2015, ordenadas alfabéticamente. Para cada una se indica el nombre binomial seguido del autor, abreviado según las convenciones y usos.	
- Paraderris canarensis (Dalzell) Adema
- Paraderris cuneifolia (Benth.) R.Geesink
- Paraderris elliptica (Wall.) Adema
- Paraderris glauca (Merr. & Chun) T.C. Chen & Pedley
- Paraderris hainanensis (Hayata) Adema
- Paraderris hancei (Hemsl.) T.C. Chen & Pedley
- Paraderris malaccensis (Benth.) Adema